# Kepler-409b
Kepler-409b es un planeta extrasolar que forma parte de un sistema planetario formado por al menos un planeta. Orbita la estrella denominada Kepler-409. Fue descubierto en el año 2013 por la sonda Kepler por medio de tránsito astronómico.